# Planeta TV
Planeta TV (în bulgară Планета ТВ) este un canal muzical de televiziune din Bulgaria, care a fost lansat la 13 noiembrie 2001. Acesta este deținut de compania Payner Media Ltd., care deține și canalele înrudite Planeta Folk și Planeta HD. La 17 septembrie 2020, a fost lansat Planeta 4K, care este primul canal de televiziune din Bulgaria în format UltraHD 4K.